# Gobivenator
Gobivenator ("lovec z Gobi") byl drobný masožravý dinosaurus (teropod) z čeledi Troodontidae, který žil asi před 72 miliony let na území dnešního Mongolska.

## Historie objevu

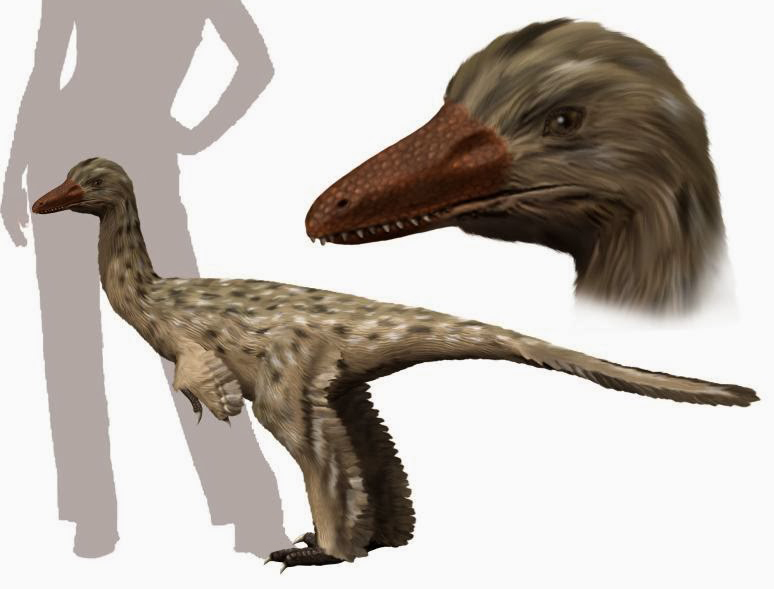
Gobivenator - rekonstrukce přibližného vzezření.

Fosilie tohoto svrchnokřídového dinosaura byly objeveny v proslulém souvrství Džadochta a v roce 2014 byly formálně popsány Rinchenem Barsboldem a týmem japonských paleontologů jako Gobivenator mongoliensis. Jde o nejlépe zachovanou fosilii troodontida, která představuje téměř kompletní kostru.

## Popis a zařazení
Tento menší predátor dosahoval délky kolem 1,7 metru a hmotnosti zhruba 9 až 10 kilogramů. Byl blízce příbuzný rodům Troodon, Saurornithoides a Zanabazar. Ještě blíže příbuzným taxonem byl však rod Hypnovenator, popsaný roku 2024 z Japonska.